# Raten
Il Raten è un passo di montagna tra Canton Zugo e Canton Svitto, collega la località di Oberägeri con Biberbrugg (comune di Feusisberg). Scollina a un'altitudine di 1077 m s.l.m.